# Европско првенство у атлетици у дворани 1973 — скок увис за мушкарце
Такмичење у скоку увис у мушкој конкуренцији на 4. Европском првенству у атлетици у дворани 1973. одржано је 11. марта 1973. године у Арени Ахој у Ротердаму, Холандија.
Титулу европског првака освојену на Европском првенству у дворани 1972. у Греноблу одбранио је Иштван Мајор из Мађарске.

## Земље учеснице
Учествовало је 19 атлетичара из 14 земаља.
1. Белгија (1)
2. Бугарска (1)
3. Грчка (1)
4. Западна Немачка (2)
5. Источна Немачка (2)
6. Италија (1)
7. Мађарска (1)
8. Норвешка (1)
9. Румунија (1)
10. Совјетски Савез (2)
11. Финска (1)
12. Француска (2)
13. Чехословачка (2)
14. Шведска (1)

## Рекорди
Извор:
| Рекорди пре почетка Европског првенства у дворани 1973.     | Рекорди пре почетка Европског првенства у дворани 1973. | Рекорди пре почетка Европског првенства у дворани 1973. | Рекорди пре почетка Европског првенства у дворани 1973. | Рекорди пре почетка Европског првенства у дворани 1973. | Рекорди пре почетка Европског првенства у дворани 1973. |
| ----------------------------------------------------------- | ------------------------------------------------------- | ------------------------------------------------------- | ------------------------------------------------------- | ------------------------------------------------------- | ------------------------------------------------------- |
| Светски рекорд                                              | Валериј Брумељ                                          | Совјетски Савез                                         | 2,25                                                    | Лењинград, СССР                                         | 26. јануар 1961.                                        |
| Европски рекорд у дворани                                   | Валериј Брумељ                                          | Совјетски Савез                                         | 2,25                                                    | Лењинград, СССР                                         | 26. јануар 1961.                                        |
| Рекорди европских првенстава у дворани                      | Иштван Мајор                                            | Мађарска                                                | 2,24                                                    | Гренобл, Француска                                      | 11. март 1972.                                          |
| Рекорди после завршеног Европског првенства у дворани 1973. |                                                         |                                                         |                                                         |                                                         |                                                         |
| Нових рекорда није било.                                    |                                                         |                                                         |                                                         |                                                         |                                                         |

## Освајачи медаља
|                       |                              |                             |
| Иштван Мајор Мађарска | Јиржи Палковски Чехословачка | Василиос Пападимитриу Грчка |

## Резултати

### Финале
| Пласман | Атлетичарка           | Земља           | Резултат | Белешка  |
| ------- | --------------------- | --------------- | -------- | -------- |
|         | Иштван Мајор          | Мађарска        | 2,20     | ЛРС      |
|         | Јиржи Палковски       | Чехословачка    | 2,20     | ЛР       |
|         | Василиос Пападимитриу | Грчка           | 2,17     | ЛР       |
| 4.      | Чаба Доса             | Румунија        | 2,17     | ЛР       |
| 5.      | Јан Далгрен           | Шведска         | 2,14     | ЛРС      |
| 6.      | Едгар Кирст           | Источна Немачка | 2,14     | ЛРС      |
| 7.      | Жан Боден             | Француска       | 2,14     | ЛР       |
| 8.      | Ласе Вискари          | Финска          | 2,14     | ЛРС, =ЛР |
| 9.      | Енцо дал Форно        | Италија         | 2,14     | ЛРС      |
| 10.     | Владимир Мали         | Чехословачка    | 2,14     | ЛРС      |
| 11.     | Петар Богданов        | Бугарска        | 2,11     | ЛР       |
| 12.     | Хајнц-Гинтер Цимер    | Западна Немачка | 2,11     | ЛР       |
| 13.     | Филип Мартен          | Француска       | 2,11     | ЛР       |
| 14.     | Александар Журба      | Совјетски Савез | 2,11     | ЛР       |
| 15.     | Лејф Роар Фалкум      | Норвешка        | 2,11     | ЛРС      |
| 16.     | Штефан Јунге          | Источна Немачка | 2,08     | ЛР       |
| 17.     | Ханс-Јерг Вилдфестер  | Западна Немачка | 2,08     | ЛРС      |
| 18.     | Рустам Ахметов        | Совјетски Савез | 2,08     | ЛР       |
| 19.     | Пол де Претер         | Белгија         | 2,08     | ЛРС      |

## Укупни биланс медаља у скоку увис за мушкарце после 4. Европског првенства у дворани 1970—1973.
|    | Земља           | Злато | Сребро | Бронза | Укупно |
| -- | --------------- | ----- | ------ | ------ | ------ |
| 1. | Мађарска        | 3     | 0      | 1      | 4      |
| 2. | Совјетски Савез | 1     | 2      | 1      | 4      |
| 3. | Источна Немачка | 0     | 1      | 0      | 1      |
| 3. | Чехословачка    | 0     | 1      | 0      | 1      |
| 5. | Грчка           | 0     | 0      | 1      | 1      |
| 5. | Румунија        | 0     | 0      | 1      | 1      |
|    | Укупно {6}      | 4     | 4      | 4      | 12     |

|    | Атлетичар    | Земља           |   |   |   |   |
| 1. | Иштван Мајор | Мађарска        | 3 | 0 | 0 | 3 |
| 2. | Јири Тармак  | Совјетски Савез | 0 | 1 | 1 | 2 |
| -- | ------------ | --------------- | - | - | - | - |